# 香港特別行政區海員身份證
香港特別行政區海員身份證（英語：Hong Kong Special Administrative Region (HKSAR) Seaman's Identity Book）是入境事務處为海员而设的身份证明文件，可用以代替国民护照作为身份证明文件。持有此证件并不会损害或以任何形式影响持有人的国籍身份。香港特别行政区海员身份证由签发日期起计的有效期通常为10年，是海員身份證的一種。香港特別行政區海員身份證的外表為一本紅簿，通常有效期為十年。
只要持有人以海员为职业，便可使用香港特别行政区海员身份证作为身份证明文件，在有效期内及有效期届满后的12个月内，无须签证便可返回香港。

## 申请资格
符合以下其中一项条件的海员，便有资格申请香港特别行政区海员身份证：
1. 已取得香港居留權或已获准在香港不受条件限制居留的中国公民；或
2. 已取得香港居留權或已获准在香港不受条件限制居留，但无法取得任何国家的护照或其他地区的旅行证件的非中国籍香港居民。